# Ганн (озеро)
Ганн (англ. Lake Gunn) — озеро площадью 6 км², расположенное на острове Южном Новой Зеландии.

## География
Водный объект расположен неподалёку от озера Те-Анау и бухты Милфорд. У южной оконечности озера расположен туристический лагерь. Через озеро протекает приток реки Эглингтон.
Озеро расположено в пределах национального парка Фьордленд и окружено типичной для Новой Зеландии кустарниковой растительностью. У озера возвышаются две горы: Мелита-Пик (1680 м) и Консолейшен-Пик (Пик Дж. Р. Р. Толкина) (1760 м). В 4 км к северу расположена седловина, являющаяся водоразделом рек Эглинтон и Холлифорд.

## История
Озеро названо в честь Джорджа Ганна, в 1861 году открывшего водный объект.

## Галерея

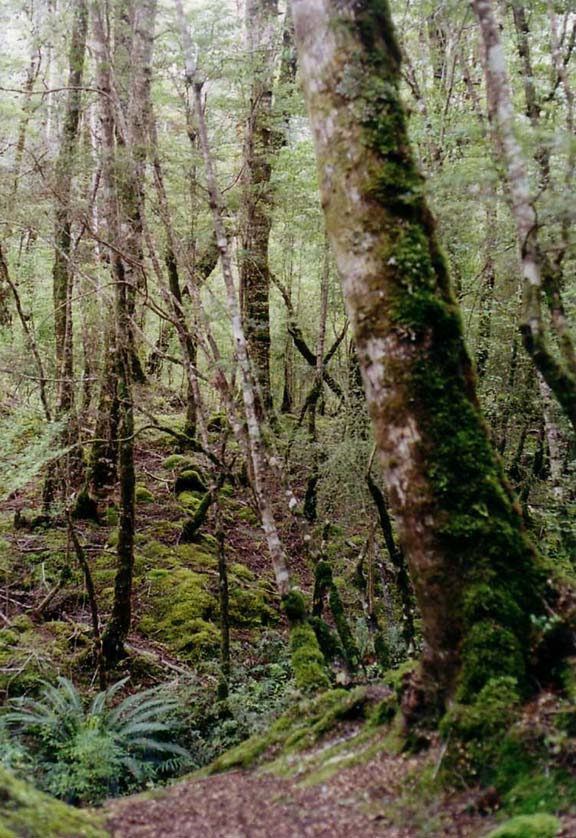
Растительность в окрестностях озера
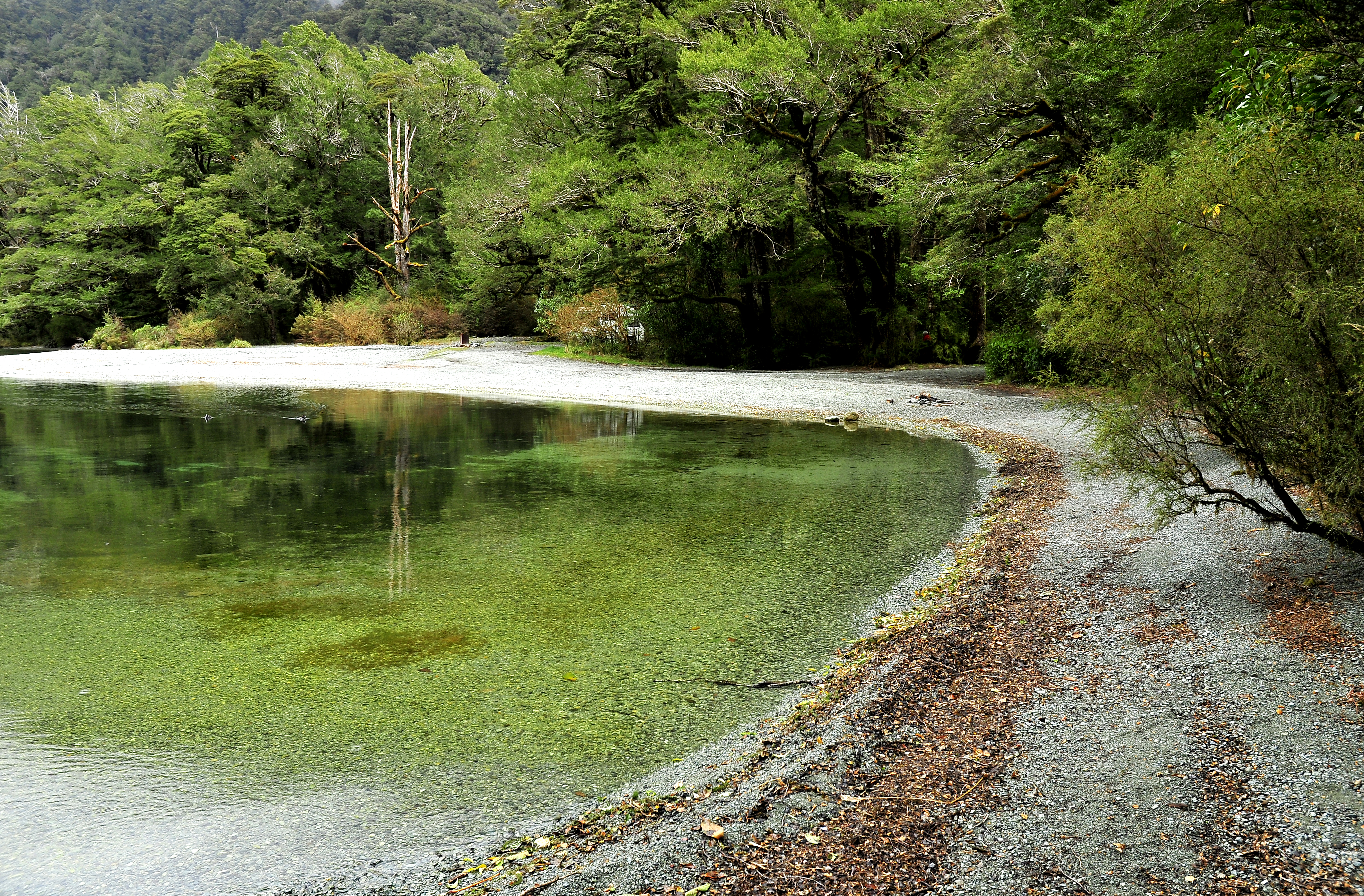
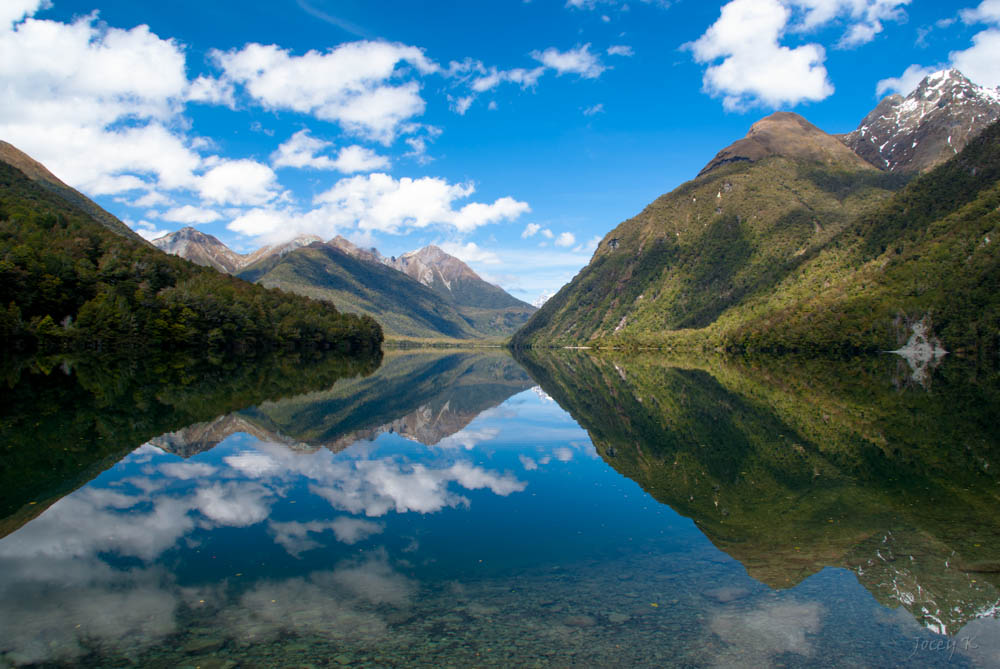